# Afrikai bárdmakréla
Az afrikai bárdmakréla (Selene dorsalis) a sugarasúszójú halak (Actinopterygii) osztályának sügéralakúak (Perciformes) rendjébe, ezen belül a tüskésmakréla-félék (Carangidae) családjába tartozó faj.

## Előfordulása
Az afrikai bárdmakréla elterjedési területe az Atlanti-óceán keleti része. Portugáliától a Dél-afrikai Köztársaságig fordul elő. A Madeira-szigetek és a Zöld-foki Köztársaság vizeiben is megtalálható. Az Atlanti-óceán nyugati részén, ezt a halat az atlanti bárdmakréla (Selene setapinnis) váltja fel, de mivel, csak keveset tanulmányozták őket, meglehet, hogy a két faj tulajdonképpen egy fajt alkot.

## Megjelenése
Általában 24 centiméter hosszú, de akár 38 centiméteresre is megnőhet. Az eddigi legnagyobb kifogott példány, 1,5 kilogrammot nyomott. Színezete ezüstös, halvány szürke ponttal a kopoltyúfedőjén. A fiatal példány oldalvonalán fekete, ovális alakú pont látható.

## Életmódja
Szubtrópusi rajhal, amely egyaránt megél a sós- és brakkvízben is. 20-100 méteres mélységekben tartózkodik. A felnőttek inkább a tengerfenékhez közelebb húzódnak, míg a fiatalok a felszín közelében úsznak, sőt a folyótorkolatokba is bemerészkednek. Tápláléka rákok és kisebb halak.

## Szaporodása
Az ikrái szabadon sodródnak a tengerben.

## Felhasználása
Az afrikai bárdmakrélát ipari mértékben halásszák.